# Ньюкірк (Оклахома)
Ньюкірк (англ. Newkirk) — місто (англ. city) в США, в окрузі Кей штату Оклахома. Населення — 2172 особи (2020).

## Географія
Ньюкірк розташований за координатами 36°52′54″ пн. ш. 97°3′20″ зх. д. / 36.88167° пн. ш. 97.05556° зх. д. (36.881671, -97.055436).  За даними Бюро перепису населення США в 2010 році місто мало площу 3,41 км², уся площа — суходіл.

## Демографія
Згідно з переписом 2010 року, у місті мешкало 2317 осіб у 886 домогосподарствах у складі 585 родин. Густота населення становила 679 осіб/км².  Було 1028 помешкань (301/км²).
Расовий склад населення:
| - 80,6 % — білих - 10,5 % — корінних американців - 1,5 % — чорних або афроамериканців - 0,2 % — азіатів - 1,0 % — осіб інших рас |

До двох чи більше рас належало 6,2 %. Частка іспаномовних становила 3,8 % від усіх жителів.
За віковим діапазоном населення розподілялося таким чином: 25,4 % — особи молодші 18 років, 56,1 % — особи у віці 18—64 років, 18,5 % — особи у віці 65 років та старші. Медіана віку мешканця становила 40,8 року. На 100 осіб жіночої статі у місті припадало 99,1 чоловіків;  на 100 жінок у віці від 18 років та старших — 100,1 чоловіків також старших 18 років.
Середній дохід на одне домашнє господарство  становив 45 693 долари США (медіана — 35 000), а середній дохід на одну сім'ю — 54 051 долар (медіана — 46 250). Медіана доходів становила 36 442 долари для чоловіків та 27 961 долар для жінок. За межею бідності перебувало 22,4 % осіб, у тому числі 29,9 % дітей у віці до 18 років та 16,0 % осіб у віці 65 років та старших.
Цивільне працевлаштоване населення становило 859 осіб. Основні галузі зайнятості: мистецтво, розваги та відпочинок — 17,3 %, освіта, охорона здоров'я та соціальна допомога — 16,8 %, виробництво — 15,9 %.

## Відомі люди
- Ренс Говард (1928 — 2017) — американський актор.